# 相賀武夫
相賀 武夫（おうが たけお／おおが たけお、1897年4月2日 - 1938年8月12日）は、日本の出版事業家、小学館及び集英社の創業者。1932年（昭和7年）7月に相賀祥宏と改名している。長男は小学館第2代社長の相賀徹夫。孫は小学館第3代社長の相賀昌宏（徹夫の長男）。

## 来歴・人物
岡山県都窪郡加茂村（現在の岡山市北区加茂）出身。1897年（明治30年）4月2日、庄屋を営む相賀虎右衛門の長男として生まれる。祖父の春治は村会議員を務め、私財を投げうって村の発展に尽くしていた。
父・虎右衛門の時代には生家が没落して貧しかったため、1910年（明治43年）3月に加茂尋常小学校（現・岡山市立加茂小学校）卒業後は書記見習として県立高松農学校（現・岡山県立高松農業高等学校）に書記見習として就職（後に書記代理へ昇進）。同校教諭・高田馬治の斡旋で、1911年（明治44年）春に岡山市の吉田書店（吉田岩次郎店主）の住み込み店員として入社する。1914年（大正3年）、吉田書店が大阪市で経営していた出版社・研文館の東京出張所主任に任じられて上京する。1916年（大正5年）1月、父親の死去により家督を相続。同年、研文館が発展的解消して株式会社共同出版社が設立されると、共同出版社東京支店長に任命される。1920年（大正9年）秋、共同出版社社長・吉田岩次郎の媒酌で浅草区役所学事課長・佐々木覚太夫の長女ナヲと結婚する。
1922年（大正11年）8月8日、共同出版社社長・吉田岩次郎および岡山市吉田書店主・吉田徳太郎の援助により、共同出版社東京支店長在職のまま東京市神田区錦町に小学館を創業する。児童向けの学習雑誌の創刊が目的だった。退屈な教科書を面白く理解させるために業界で初めて学年別学習雑誌の出版に挑戦し、同年9月8日に『小学五年生』『小学六年生』10月号を創刊した。当初は赤字が続いたが、1923年（大正12年）4月号から黒字に転じた。同年9月1日の関東大震災により小学館の社屋が全焼する打撃を受けたが、『小学五年生』を印刷する博文館印刷所（現在の共同印刷）と『小学六年生』を印刷する秀栄舎印刷所（現在の大日本印刷）は焼失を免れたため、両紙とも休刊せずに同年10月上旬に10月号を刊行した。1924年（大正13年）10月、共同出版社東京支店が独立して共同書籍株式会社が設立されると同社取締役支配人に就任するが、1925年（大正14年）5月、小学館の社長業に専念するため共同書籍株式会社を退社する。同年6月15日、のちに第2代社長となる長男の徹夫が誕生した。
1926年（大正15年）、小学館から娯楽誌出版部門を分離独立させ集英社を設立する。しかし過労がたたって1929年（昭和4年）の夏から病床生活を余儀なくされたため、実弟の相賀壽次（正行）が小学館支配人に就任する。また、夫婦で日蓮宗に帰依する。1931年（昭和6年）に岳父の佐々木覚太夫が経理担当として小学館に入社し、社長の療養不在中は相賀壽次支配人、支配人補佐役の金井基祐、佐々木覚太夫の合議制で社務を運営し、社長の決定・指示を受ける体制とした。1932年（昭和7年）7月に祥宏と改名し、母校の加茂尋常高等小学校へ建築資金一千円を寄付したことで褒状が下賜された。同年8月に社長邸で創業10周年記念祝賀式を挙行する。1936年（昭和11年）2月に恩賜財団済生会へ金一万円を寄付した功績で同年5月30日に紺綬褒章が下賜される。
1938年（昭和13年）8月12日午前1時10分、東京市牛込区南町（現在の東京都新宿区南町の自邸において41歳で死去。家督及び社長職は長男の徹夫が継承、親権者のナヲが法定代理人となって後見した。8月16日に青山斎場で葬儀及び告別式が行われ、9月29日に郷里の蓮休寺に遺骨が埋葬された。その後、小学館は1945年（昭和20年）6月に株式会社化された。

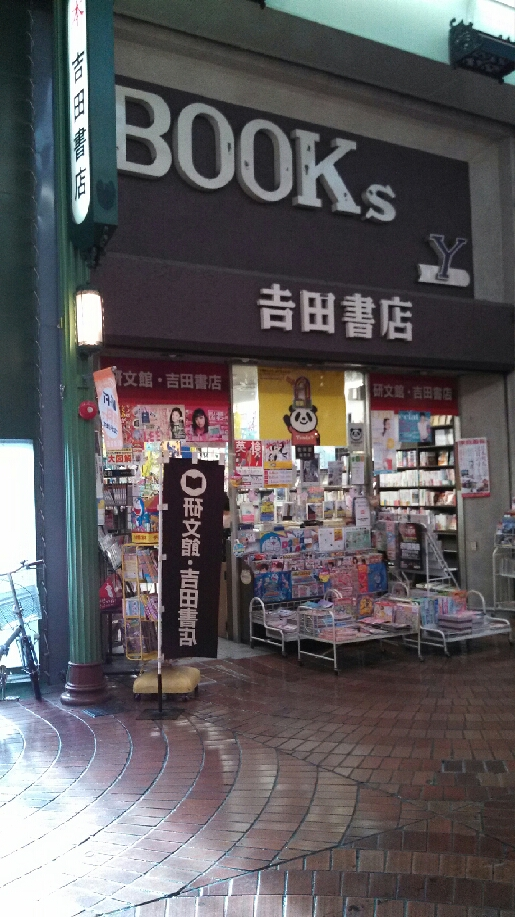
2013年当時の吉田書店